# Tempel van Apollo Palatinus
De Tempel van Apollo Palatinus (Latijn:Aedes Apollinis Palatini) was een belangrijke Romeinse tempel gebouwd op de Palatijn in het oude Rome.

## Geschiedenis
Apollo was van oorsprong een Griekse god, maar werd ook al vroeg in Rome vereerd. Het eerste heiligdom werd in 443 v.Chr. op het Marsveld ingewijd, dit was de Tempel van Apollo Sosianus. Deze tempel stond op het Marsveld, omdat dit buiten het Pomerium lag waarbinnen geen buitenlandse goden vereerd mochten worden.
Octavianus, de latere keizer Augustus, was een groot aanhanger van de Apollocultus en schreef aan diens tussenkomst zijn overwinning toe in de Slag bij Naulochos van 36 v.Chr., waarbij Sextus Pompeius definitief verslagen werd. Bij zijn huis op de Palatijn liet hij daarom een nieuwe tempel voor Apollo bouwen. De Palatijn ligt wel binnen het Pomerium, maar de plaats van de tempel was aangegeven door een blikseminslag, wat door waarzeggers werd uitgelegd als een goddelijk teken dat Apollo een tempel binnen de muren van Rome wilde hebben. De Tempel van Apollo werd op 9 oktober in 28 v.Chr. door Octavianus ingewijd.
Het gebouw verbond het privé-gedeelte van de Domus Augustana met het openbare deel en Augustus hield er bij grote groepen bezoekers ook regelmatig audiëntie. De Tempel van Apollo werd beschouwd als een van zijn mooiste bouwwerken. Bij de opening schreven de dichters Horatius en Propertius lofdichten op de schoonheid van het heiligdom. Propertius vermoedt zelfs dat Apollo zich meer op de Palatijn zal thuis voelen dan in zijn oorspronkelijke huis in Frygië.

## De tempel
Het was waarschijnlijk of een peripterale tempel (volledig omgeven door vrijstaande zuilen), of prostyl (gesloten tempel met een porticus aan de voorzijde). Het heiligdom stond op een hoog podium van ongeveer 24 bij 45 meter. De zuilen waren waarschijnlijk ongeveer 15 meter hoog. De tempel was gebouwd uit massieve blokken carrara marmer. In het fronton stond een renwagen met Helios, de god van de zon, en beelden gemaakt door de Griekse beeldhouwers Bupalos en Athenis. De deuren waren versierd met ivoren reliëfs. Op een deur stond de redding van Delphi van de Kelten afgebeeld en op de ander het lot van Niobe. Ook in de cella stonden beelden van beroemde Griekse beelden. Naast een beeld van Apollo (Barberini Apollo), gekopieerd naar een voorbeeld van een beeld gemaakt door Skopas, stonden de beelden van de moeder van Apollo, Diana, door Timotheus, en zijn zuster Latona, door Cephisodotus. 

Voor de tempel stond een enorm marmeren beeld van Apollo en een altaar voor Vesta, waaromheen vier beroemde bronzen ossen stonden, die waren gemaakt door Myron.

## De tempelschat
Nadat Augustus in 13 v.Chr. de titel van pontifex maximus overnam van de overleden Lepidus liet hij de belangrijke profetische Sibyllijnse boeken uit de Tempel van Jupiter Optimus Maximus naar zijn Tempel van Apollo overbrengen en bewaarde ze in twee vergulde schrijnen aan de voet van het beeld van Apollo. De tempel bevatte ook een belangrijke collectie zegelringen en juwelen, bijeengebracht door Marcellus, en een verzameling hangende lampen.

## De Porticus van de Danaïden
Bij de tempel werd een zuilengalerij gebouwd, de Porticus van de Danaïden. Het is niet meer bekend of deze porticus voor de tempel stond of deze geheel omsloot. De zuilen waren gemaakt van Numidisch geel marmer en daartussen stonden 50 marmeren standbeelden, die de Danaïden, de 50 dochters van Danaos, voorstelden. Tegenover de Danaïden stonden de 50 ruiterstandbeelden van hun echtgenoten, de zonen van Aigyptos.
Bij dit complex stonden ook nog twee Griekse en Latijnse bibliotheken, waar de belangrijke Romeinse dichters uit de tijd van Augustus graag kwamen, een van de redenen waarom de tempel veelvuldig genoemd wordt in hun werken. Zo schrijft Ovidius in een van zijn gedichten dat dit een goede plaats was om een mooi meisje te ontmoeten.

## Restanten
De Tempel van Apollo werd in 363 afgebroken.
Er zijn maar weinig restanten over: de fundering van het podium staat nog op de Palatijn, waar ook een deel van de kroonlijst, een Korinthisch kapiteel en een klein deel van een van de zuilen te zien zijn. Drie van de beelden van de Danaïden zijn teruggevonden en staan in het Palatijnse Antiquarium, samen met een aantal bontgekleurde terracotta reliëfs, die ook afkomstig zijn uit de porticus.

## Antieke bronnen
1. ↑  Plinius maior, Nat. His. 36.11-4
2. ↑  Propertius, Eleg. 2.31
3. ↑  Suetonius, Aug 31.1 {29}
4. ↑  Ovidius, Ars Amat. 1.74

## Referentie
- S. Platner, A topographical dictionary of ancient Rome, Londen 1929. Art. Aedes Apollinis Palatini
- A. Claridge, Rome (Oxford Archaeological Guides) blz. 131-134, London 1998. ISBN 0-19-288003-9
- J. Coulston & H.Dodge, Ancient Rome. The archaeology of the Eternal City blz. 61-63, Oxford 2005. ISBN 0-947816-55-0